# Puçol
Puçol település Spanyolországban, Valencia tartományban. Puçol El Puig és Sagunt községekkel határos. Lakosainak száma 21 298 fő (2024).

## Népesség
A település népessége az utóbbi években az alábbiak szerint változott:
| Lakosok száma | 14 824 | 16 018 | 17 947 | 19 018 | 19 421 | 19 341 | 19 531 | 19 495 | 20 191 | 21 298 |
|               | 2001   | 2004   | 2007   | 2009   | 2012   | 2014   | 2017   | 2019   | 2022   | 2024   |